# Jean-Bernard Émond
Jean-Bernard Émond est un homme politique québécois, élu député de Richelieu à l'Assemblée nationale du Québec sous la bannière de la Coalition avenir Québec lors des élections générales du 1er octobre 2018.

## Biographie

### Parcours électoral et parlementaire
Jean-Bernard Émond se présente sous la bannière de la Coalition avenir Québec (CAQ) lors de l'élection partielle de mars 2015 dans Richelieu mais n'obtient que 32,5 % des voies, derrière le candidat péquiste Sylvain Rochon qui l'emporte avec 36 % des voix.
Lors des élections générales québécoises de 2018, toujours sous la bannière de la CAQ, Émond est élu député de Richelieu à l'Assemblée nationale du Québec avec 49,8 % des voix.
Le 7 novembre 2018, il est nommé adjoint parlementaire du ministre de l’Éducation et de l’Enseignement supérieur, Jean-François Roberge. Il demeurera l'adjoint parlementaire de ce dernier au ministère de l’Éducation quand Danielle McCann prendra en charge le ministère de l’Enseignement supérieur lors du remaniement ministériel du 22 juin 2020. 
Depuis le 22 octobre 2019, il assume également la vice-présidence de la Délégation de l’Assemblée nationale pour les relations avec la Région wallonne.

## Résultats électoraux
|                                                                                               | Nom                          | Parti              | Nombre de voix | %      | Maj.   |
| --------------------------------------------------------------------------------------------- | ---------------------------- | ------------------ | -------------- | ------ | ------ |
|                                                                                               | Jean-Bernard Émond (sortant) | Coalition avenir   | 17 098         | 55,9 % | 10 894 |
|                                                                                               | Gabriel Arpin                | Parti québécois    | 6 204          | 20,3 % | -      |
|                                                                                               | David Dionne                 | Québec solidaire   | 3 084          | 10,1 % | -      |
|                                                                                               | Marie-Ève Dionne             | Conservateur       | 2 697          | 8,8 %  | -      |
|                                                                                               | Anthony Sauriol              | Libéral            | 1 262          | 4,1 %  | -      |
|                                                                                               | Alejandra Velasquez          | Climat Québec      | 165            | 0,5 %  | -      |
|                                                                                               | André Blanchette             | Démocratie directe | 82             | 0,3 %  | -      |
| Total                                                                                         | Total                        | Total              | 30 592         | 100 %  |        |
| Le taux de participation lors de l'élection était de 67,8 % et 453 bulletins ont été rejetés. |                              |                    |                |        |        |

|                                                                                               | Nom                      | Parti            | Nombre de voix | %      | Maj.  |
| --------------------------------------------------------------------------------------------- | ------------------------ | ---------------- | -------------- | ------ | ----- |
|                                                                                               | Jean-Bernard Émond       | Coalition avenir | 15 258         | 49,8 % | 8 196 |
|                                                                                               | Sylvain Rochon (sortant) | Parti québécois  | 7 062          | 23 %   | -     |
|                                                                                               | Sophie Pagé Sabourin     | Québec solidaire | 4 101          | 13,4 % | -     |
|                                                                                               | Sophie Chevalier         | Libéral          | 3 456          | 11,3 % | -     |
|                                                                                               | Ksenia Svetoushkina      | Vert             | 402            | 1,3 %  | -     |
|                                                                                               | Patrick Corriveau        | Conservateur     | 364            | 1,2 %  | -     |
| Total                                                                                         | Total                    | Total            | 30 643         | 100 %  |       |
| Le taux de participation lors de l'élection était de 70,4 % et 592 bulletins ont été rejetés. |                          |                  |                |        |       |